# Talia DellaPeruta
Talia DellaPeruta (Bitburg, 19 april 2002) is een voetbalspeelster uit Verenigde Staten. Ze speelt als middenvelder voor Feyenoord in de Vrouwen Eredivisie.

## Clubcarrière
Talia DellaPeruta werd geboren in Bitburg, Duitsland. Haar zus Tori is ook voetbalster. DellaPeruta groeide op in het Amerikaanse Cumming, Georgia en begon met voetballen bij Tophat Soccer Club.  Vanaf juli 2017 ging ze naar school op de North Carolina. In haar laatste jaar op de universiteit trainde ze mee met het Duitse 1. FC Köln in de Bundesliga.
Vana 2020 tot 2023 kwam DellaPeruta uit voor de North Carolina Tar Heels. Voor deze club leverde ze vijf doelpunten en twee assists. Met deze club werd ze in het seizoen 2022 kampioen van de NCAA Division 1. DellaPeruta groeide uit tot aanvoerster en speelde in haar laatste twee seizoenen samen met haar zus Tori.
In 2024 maakte ze samen met haar zus Tori de overstap naar het Italiaanse UC Sampdoria uit Genova. DellaPeruta debuteerde op 14 februari 2024 in de Serie A door in te vallen in een thuiswedstrijd tegen AC Milan. In een wedstrijd tegen Pomigliano leverde DellaPeruta haar eerste assist op haar zus Tori, die vier keer tot scoren kwam in diezelfde wedstrijd. Tegen AC Milan op 21 april 2024 maakte ze haar eerste doelpunt in de Serie A.
Op 1 augustus 2024 tekende DellaPeruta een tweejarig contract bij Feyenoord. Voor de Rotterdammers zal DellaPeruta uitkomen in Vrouwen Eredivisie. Door blessureleed kwam ze in haar eerste maanden niet aan spelen toe in Rotterdam.

## Statistieken
| Seizoen | Club         | Land      | Competitie         | Wedstrijden | Doelpunten |
| ------- | ------------ | --------- | ------------------ | ----------- | ---------- |
| 2023/24 | UC Sampdoria | Italië    | Serie A            | 10          | 1          |
| 2024/25 | Feyenoord    | Nederland | Vrouwen Eredivisie | 0           | 0          |
| Totaal  | Totaal       | Totaal    | Totaal             | 10          | 1          |

Laatste update: 1 augustus 2024

## Interlandcarrière
Talia DellaPeruta kwam uit voor de Verenigde Staten onder 14 en 15 en trainde mee bij Verenigde Staten onder 16. Met Verenigde Staten onder 17 kwam DellaPeruta uit op het WK 2018. Een jaar later werd DellaPeruta eveneens opgeroepen voor Verenigde Staten onder 18. Later kwam ze ook nog uit voor Verenigde Staten onder 20 en deed ze mee bij Verenigde Staten onder 23 in een vriendschappelijke wedstrijd tegen een samengesteld team van speelsters uit de National Women's Soccer League.
1 Weimar ·
2 Waldus ·
4 Verspaget ·
5 Obispo ·
6 Brandau ·
7 Teulings ·
8 Pijnenburg ·
9 Koopman ·
10 Van de Westeringh ·
11 Henry ·
14 De Graaf ·
15 Koga ·
16 Van Eijk ·
17 Van der Sluijs ·
18 Heij ·
19 Haesakkers ·
20 Szymczak ·
21 Van Bentem ·
23 Itamura ·
24 Baptiste ·
25 Van de Lavoir ·
26 De Paus ·
27 DellaPeruta ·
28 Hulswit ·
33 Van Kerkhoven ·
42 Buabadi ·
Coach: Torny
Assistent-coach: Pieters
Assistent-coach: Tjaden
Keeperstrainer: Van der Kaaij